# Аида Ћоровић
Аида Ћоровић (Нови Пазар, 11. мај 1961) српска је активисткиња за људска права, новинарка и политичарка. Двадесетак година, до 2013. године, водила је невладину организацију Урбан ин у Новом Пазару. Од априла 2014. до јуна 2016. године обављала је функцију народне посланице у Десетом сазиву Скупштине Србије. Ћоровићева пише за дневне листове, магазине и веб-портале у Србији и региону.
Јавно се залаже се за „суочавање српског народа са својим злочинима”, признање независности Косова, улазак Србије у НАТО и ЕУ.

## Биографија

### Порекло
Са очеве стране она је потомак осиромашене беговске породице са севера Црне Горе, коју помиње и Његош у Горском вијенцу. Њен деда је био посланик у Скупштини Краљевине Југославије, уважаван од стране и Срба/Црногораца и муслимана који су живели у Бихору, на северу Црне Горе. Као народни трибун убијен је у Другом светском рату и породица се преселила у Нови Пазар. Њен отац и стричеви су се школовали у Београду. Отац је студирао на Грађевинском факултету, а двојица млађих стричева су студирали архитектуру и сликарство. Њена мајка потицала је из занатлијске породице. Њен отац је био столар. Мајчин брат био је комуниста и скојевац.
Живи у Београду.

### Младост и школовање
Аида Ћоровић рођена је 1961. године у Новом Пазару. После завршене средње школе отишла је у Београд, на студије архитектуре. Њен отац и стриц, са још неколико колега, основали су први и једини пројектни биро и урбанистички завод у Санџаку. Имала је прилику да се одмах опроба у пракси. Урбанистички завод постао је место окупљања за све архитекте, сликаре и конзерваторе који су годинама радили на сређивању, ревитализацији и конзервацији најзначајнијих споменика српске културне баштине. Године 1978. Стари Рас са Сопоћанима, Ђурђевим ступовима и Црквом Светог Петра и Павла постају део Унескове светске баштине. Почетком осамдесетих упознала неке од најзначајнијих конзерватора, архитектонских и сликарских стручњака који су годинама радили на рестаурацији фресака и манастира, као и на изради планова да се ревитализује стара чаршија у Пазару. У периоду од 1986. до 1992. Ћоровићева је учествовала у археолошким и архитектонским истраживањима у Новом Пазару и околини, што ју је навело да упише историју уметности на Филозофском факултету. Нешто касније, напустила је студије архитектуре. У међувремену, почела је да се бави новинарством.

### Новинарски рад
Крајем осамдесетих у Србији је настала експанзија малих ТВ и радио станица. Почела је да ради на ТВ Политика, као сарадница Милана Ланга у забавној емисији „Ноћ са звездама”. У то време интензивно посећује београдске галерије и пише ликовну критику за Ликовни живот, тада најреспектабилнији часопис посвећен савременој уметности у Србији. Радила је и на Трећем каналу. Током мартовских демонстрација, почиње да ради на Студију Б, телевизијској и радио-станици која је, у то време једина телевизија у Србији која је слободно извештавала о стварним дешавањима у политичком животу. Са почетком ратова у бившој СФРЈ, почиње да се бави се грађанским активизмом, а затим улази и у политику.

### Грађански активизам и политички ангажман
Почетком ратних дешавања на Балкану, 1992. године, Ћоровићеве постаје мировна активисткиња ангажована у Београдском кругу, Центру за антиратну акцију и организацији Жене у црном. Као део антиратног и активистичког деловања укључује се активно и у политику, најпре као чланица Грађанског савеза Србије, а затим и Социјалдемократске уније.
Крајем 1994. она се враћа у Нови Пазар и са групом пријатеља оснива невладину организацију „Урбан ин”. Организација је реализовала десетине пројеката кроз које је прошло више од 3.000 младих. Била је директорка ове организације до 2013. године, када је поднела оставку на ово место. Као разлоге оставке навела је константне притиске на организацију због њеног деловања. У то време била јој је додељена и полицијска пратња, јер је процењено да је у Новом Пазару њена безбедност угрожена. Радећи у цивилном сектору остварила је низ значајних пројеката за побољшање живота жена, омладине и сиромашних.
Као нестраначка личност, крајем 2013. године улази у Демократску странку. Од априла 2014. године обављала је функцију народне посланице у Десетом скупштинском сазиву, све до јуна 2016. године. Чланица је Женске парламентарне мреже.
На Међународни дан борбе против фашизма, 9. новембра, у знак протеста, са активисткињом Јеленом Јаћимовић бацила је неколико јаја на мурал у Београду на којем је приказан генерал Ратко Младић. Младић је као командант војске босанских Срба пред Хашким трибуналом осуђен за ратне злочине у Босни и Херцеговини од 1992. до 1995. године.
Непосредно пре акције полиција је забранила уклањање мурала које је група активисткиња и активиста  Иницијативе младих за људска права планирала и најавила. Образложење за забрану било је да постоји опасност од међусобног сукоба присталица и противника најављеног скупа. Након протеста невладиних организација и грађана дечј Ћоровић је исте вечери пуштена на слободу.
Децембра 2023. правоснажно је осуђена за кршење Закона о јавном реду и миру. након што је вандализовала мурал који приказује лик генерала и осуђеног ратног злочинца Ратка Младића. Удружења грађана и појединци су сакупили новац да би платили казну како Ћоровић не би ишла на одслужење казне.
Марта 2024. је изјавила да Александра Вучића по силаску са власти чека биолошка смрт од стране криминалаца са којима је наводно радио. Коментарисала је друштво Србије, где она „види једну врсту космичке правде што Србија пролази овај пакао”, и наводи а је „зло извртело круг и вратило се тамо одакле је пошло”.

## Награде
За свој активизам у „Урбан ину” Аида Ћоровић је добила награду амбасаде Данске и Повељу за грађанску храброст „Драгољуб Стошић” и друге.
Аида Ћоровић се 2009. нашла се на листи 100 најмоћнијих жена у Србији.
Године 2011. добила је награду „Освајање слободе”, коју додељује Фонд „Маја Маршићевић Тасић”.